# Водни-Пад
Водни-Пад (болг. Водни пад) — село в Болгарии, у границы с Грецией. Находится в Смолянской области, входит в общину Девин. Население по последней переписи — 1 человек.

## История
Изначально село называлось махала Дюшук-Дере, она отошла к Болгарии в результате Первой Балканской войны. По переписи 1920 года махала принадлежала общине Настан околии Дёвлен округа Пашмакли, в ней было 29 зданий и 27 домохозяйств. По переписи 1926 года в махале той же общины было 25 зданий и 23 домохозяйства.
С 14 августа 1934 года — махала Водни-Пад общины Триград Девинской околии Пловдивской области, в которой по переписи 1934 года было 23 домохозяйства в 19 жилых зданиях.
С 1949 года — в составе Пловдивского округа. В 1959 году околии были ликвидированы, и махала вошла в состав общины Триград Смолянского округа. С декабря 1978 года — в общине Девин. В 1995 году получила статус села.
С 1987 года — в Пловдивской области, а с 1999 года — в Смолянской области.

## Население
| 1920 | 1926 | 1934 | 1946 | 1956 | 1965 | 1975 | 1985 | 1992 | 2001 | 2011 | 2021 |
| ---- | ---- | ---- | ---- | ---- | ---- | ---- | ---- | ---- | ---- | ---- | ---- |
| 117  | 115  | 112  | 115  | 134  | 149  | 47   | 6    | 6    | 9    | 2    | 1    |

По переписи 2021 года в селе проживал 1 мужчина возрастом от 60 до 64 лет, по переписи 2011 года — 2 человека (один возрастом от 75 до 79 лет и один возрастом от 80 до 84 лет).

## Политическая ситуация
В местном кметстве Триград, в состав которого входит Водни-Пад, должность кмета (старосты) исполняет Эмил Гогушев.